# أواسيم بوي
وسيم بوي (بالهولندية: Ouasim Bouy)‏ (11 يونيو 1993 هولندا - ) هو لاعب كرة قدم هولندي، يلعب كلاعب وسط .

## روابط خارجية
- أواسيم بوي على موقع الاتحاد الدولي (مؤرشف)  (الإنجليزية)
- أواسيم بوي على موقع الاتحاد الأوربي (الإنجليزية)
- أواسيم بوي على موقع قاعدة بيانات كرة القدم.إي يو (الإنجليزية)
- أواسيم بوي على موقع Soccerway.com (الإنجليزية)
- أواسيم بوي على موقع عالم كرة القدم.نت (الإنجليزية)
- أواسيم بوي على موقع AS.com (الإسبانية)